# Отокар II (Щирия)
Отокар II (на немски: Ottokar II, Otakar, † 28 ноември 1122) от род Отакари от Траунгау, е маркграф на Щирия от 1082 до 1122 г.

## Биография
Той е вторият син на маркграф Отокар I фон Щирия и на Вилибирга от Каринтия, дъщеря на херцог Адалберо от Каринтия.
Отокар II основава през 1080 г. манастир Гарстен и става фогт. През 1082 г. той последва убития си брат Адалберо като маркграф на Щирия.

## Фамилия
Први брак: с дъщерята на маркграф Готфрид фон Велс-Ламбах.
Втори брак: ок. 1090 г. с Елизабет Австрийска († 1107/11) от род Бабенберги, дъщеря на маркграф Леополд II от Австрия и Ида Австрийска. Двамата имат децата:
- Леополд I († 26 октомври 1129), маркграф на Щирия
- Кунигунда († 1161), омъжена 1123/1126 г. за граф Бернхард фон Спонхайм-Марбург († 16 ноември 1147)
- Вилибирга († 18 януари 1145), омъжена за Екберт II фон Формбах, граф на Формбах-Питен († 24 ноември 1144)